# Bocianicha
Bocianicha [pronunciación en polaco: /bɔt͡ɕaˈnixa/] es un pueblo ubicado en el distrito administrativo de Gmina Zelów, dentro del Distrito de Bełchatów, Voivodato de Łódź, en Polonia central. Se encuentra aproximadamente a 5 kilómetros al noreste de Zelów, a 17 kilómetros al noroeste de Serłchatów, y a 35 kilómetros al suroeste de la capital regional Łódź.